# 스트릿 워크아웃

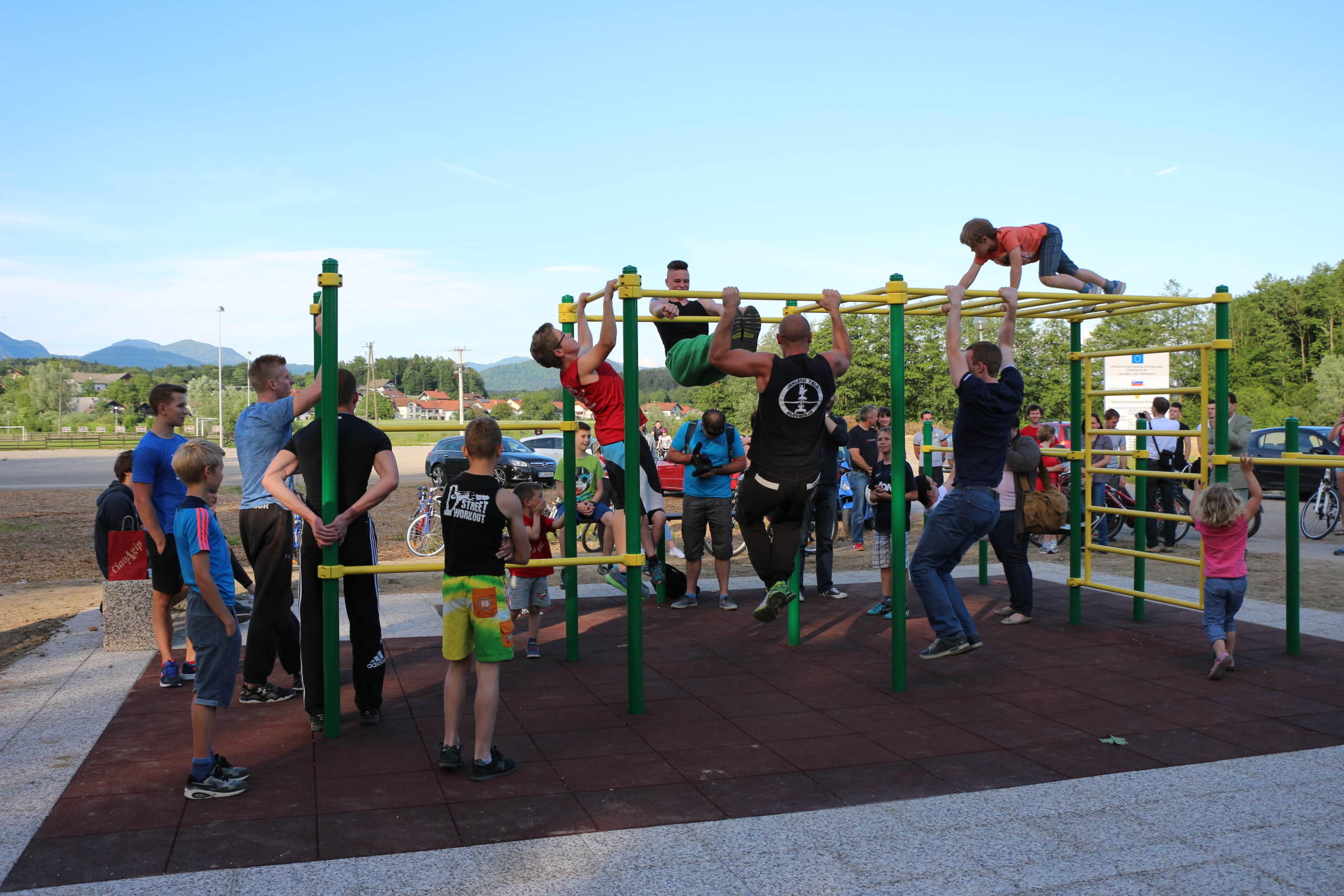
슬로베니아의 스트릿 워크아웃

스트릿 워크아웃(Street workout)은 야외 공원이나 공공 시설에 존재하는 철봉 및 평행봉에서 행해지는 스포츠이다. 종류로는 스태틱과 다이내믹이 있다.러시아, 이스라엘, 미얀마, 모로코, 동유럽, 미국, 특히 뉴욕, 로스앤젤레스, 시카고, 필라델피아, 마이애미, 볼티모어, 워싱턴 D.C.와 다른 도시 동해안 지역에서 인기를 얻었다.

## 같이 보기
- 파쿠르